# Harry Breuer
Harry Breuer (Brooklyn, New York, 24 de outubro de 1901 - New York, 27 de junho de 1989) foi um compositor Americano, conhecido pelo grupo Harry Breuer and His Quintet e pelo álbum  The happy moog  que fez em colaboração com o compositor francês Jean-Jacques Perrey em 1969 .

## Biografia
Breuer nasceu em 24 de outubro de 1901. Enquanto estudava no colégio, ele tocava violino , mas então ele mudou para xilofone e se tornou um virtuose naquele instrumento. Breuer tocou no programa de rádio Cliquot Club Eskimos. Ele foi um solista de xilofone proeminente na Gangue de Roky's, a banda de palco do Roky's Theatre na cidade de Nova York e continuou a ser o centro das atenções depois de se mudar para a orquestra de Radio City Music Hall. Ele foi trabalhar para os estúdios de cinema Warner Brothers e Fox no final dos anos 1930, e nos anos 1940 ele apareceu em vários curtas e filmes educacionais. Em 1943 apareceu na televisão, onde tocou xilofone e no final das apresentações tocou a música O vôo da abelha de Rimsky Korsakov com o referido instrumento. Em 1949 junto com Jesse Crawford eles lançaram o álbum Rock of Ages e nos anos 1950 ele formou o grupo Harry Breuer and His Quintet e lançou dois álbuns, Mallet Magic em 1957 e Mallet Mischief em 1958.
Nesse mesmo ano, Harry Breuer, Jesse Crawford e Jessie Leeds gravaram o álbum Lead Kindly Light. No início dos anos 60 gravou 2 álbuns chamados, o primeiro é Percussive Vaudeville e o segundo The Happy Sound of Ragtime e no ano seguinte em 1961 publicou o álbum Organ And Chimes Play Christmas Carols em colaboração com Milton Kaye. Em meados da década de 1960 ele conheceu Perrey na cidade de Nova York e juntos eles gravaram algumas músicas para os álbuns The in Sound From Way Out e The Incrível novo som pop eletrônico de Jean-Jacques Perrey. Em 1969 eles lançaram o álbum The happy moog. Durante os anos 60 e 70, ele trabalhou na televisão , comerciais e filmes, ele compôs e interpretou música para as comédias de Filmes mudos como de Harold Lloyd e outras comédias, The voltou ao rádio como músico da equipe da NBC, onde permaneceu até o final dos anos 1970, Breuer publicou livros de prática e guias de estudo e uma grande variedade de instrumentos de percussão, ele também executou vários melodias de música clássica e música romântica, como algumas melodias de artistas russos e soviéticos, como Stravinsky, Shostakovich e Korsakov, Breuer junto com Pat Prilly a filha de Perrey lançou o álbum Moog is Moog em 1977. Ele morreu em 1989 em New York.

## Discografia
| Artistas                                    | Album                                  | Año  |
| ------------------------------------------- | -------------------------------------- | ---- |
| Harry Breuer y Jesse Crawford               | Rock of Ages                           | 1949 |
| Harry Breuer e His Quintet                  | Mallet Magic                           | 1957 |
| Harry Breuer e His Quintet                  | Mallet Mischief                        | 1958 |
| Harry Breuer, Jesse Crawford e Jessie Leeds | Lead Kindly Light                      | 1958 |
| Harry Breuer                                | Percussive Vaudeville                  | 1960 |
| Harry Breuer                                | The Happy Sound of Ragtime             | 1960 |
| Harry Breuer e Milton Kaye                  | Organ And Chimes Play Christmas Carols | 1961 |
| Jean-Jacques Perrey e Harry Breuer          | The happy moog                         | 1969 |
| Harry Breuer e Pat Prilly                   | Moog is Moog                           | 1977 |